# Cai thầu xây dựng

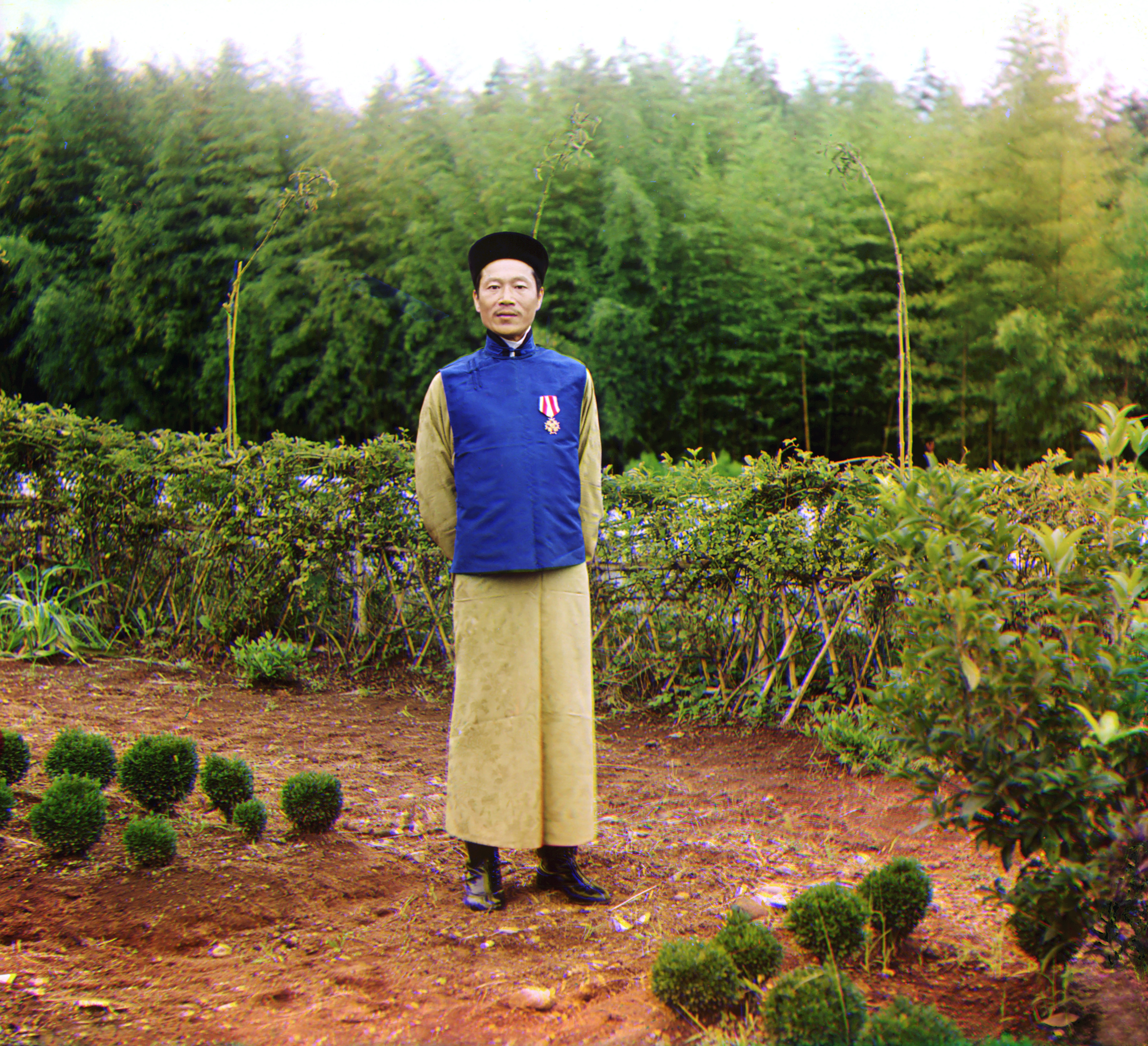
Nhà máy chiết xuất trà ở thị trấn Chakva, Gruzia. Ảnh chụp cai thầu người Hoa là Lưu Tuấn Chu (劉峻周), năm 1905.

Cai thầu xây dựng, đôi khi còn gọi là cai thợ, kíp trưởng, thợ cả hay Tradesman, tức người đứng đầu chuyên phụ trách cả một nhóm thợ trong lĩnh vực xây dựng.

## Phận sự và trách nhiệm
Thông thường cai thầu cũng là một người thợ với nhiều năm kinh nghiệm trong một ngành nghề cụ thể nào đó, phụ trách việc tổ chức toàn bộ quá trình xây dựng của một dự án cho chủ thầu (hay bên thi công). Cai thợ điển hình là người có kiến thức chuyên môn trong lĩnh vực nghề nghiệp, được thăng hạng vị trí và hiện tại tập trung vào toàn bộ quá trình quản lý chuyên môn ở nơi làm việc. Người này có trách nhiệm cung cấp những ghi chép chính xác cho nhóm thợ của mình để họ có thể bắt tay vào công việc.
Cụ thể thì cai thầu có thể đào tạo nhân công dưới sự giám sát của mình, đảm bảo khả năng sử dụng những trang thiết bị tương ứng của từng người thợ, truyền đạt quá trình xúc tiến dự án với Giám sát cũng như duy trì lịch trình làm việc của công nhân. Ngoài ra cai thầu còn thu xếp vật tư đặt tại công trường và đánh giá kế hoạch cho từng công việc xây dựng.
Ta không nên nhầm lẫn với các vị trí Quản lý dự án, Giám sát dự án, Quản lý công trình (Superintendent), Trưởng công trường, hay "Firstman".